# 赫蘭基-庫特
49°28′29″N 24°9′48″E / 49.47472°N 24.16333°E
赫蘭基-庫特（烏克蘭語：Гранки-Кути），是烏克蘭西部利維夫州斯特雷區新罗兹迪尔市镇的村庄。始建於1450年，面積1.73平方公里，2001年人口845，人口密度每平方公里487.88人。